# Glaphyra ichikawai
Glaphyra ichikawai là một loài bọ cánh cứng trong họ Cerambycidae.